# 平井 (日の出町)
平井（ひらい）は、東京都西多摩郡日の出町の大字。

## 地理
日の出町の東部に位置し、周囲はあきる野市に隣接している。

### 地価
住宅地の地価は、2025年（令和7年）1月1日の公示地価によれば、平井字三吉野下平井1058番1の地点で8万900円/m2、
平井字東本宿2024番7の地点で9万9600円/m2となっている。

## 世帯数と人口
2020年（令和2年）10月1日現在（国勢調査）の世帯数と人口（総務省調べ）は以下の通りである。
- 世帯数 : 4,220世帯
- 人口 : 11,691人

### 人口の変遷
国勢調査による人口の推移。
| 年                 | 人口   |
| ------------------ | ------ |
| 1995年（平成7年）  | 11,267 |
| 2000年（平成12年） | 11,107 |
| 2005年（平成17年） | 10,641 |
| 2010年（平成22年） | 11,179 |
| 2015年（平成27年） | 12,061 |
| 2020年（令和2年）  | 11,691 |

### 世帯数の変遷
国勢調査による世帯数の推移。
| 年                 | 世帯数 |
| ------------------ | ------ |
| 1995年（平成7年）  | 3,151  |
| 2000年（平成12年） | 3,258  |
| 2005年（平成17年） | 3,356  |
| 2010年（平成22年） | 3,780  |
| 2015年（平成27年） | 4,103  |
| 2020年（令和2年）  | 4,220  |

## 学区
市立小・中学校に通う場合、学区は以下の通りとなる（2013年4月時点）。
| 番・番地等                                                                       | 小学校               | 中学校               |
| -------------------------------------------------------------------------------- | -------------------- | -------------------- |
| 1〜200番地、226番地 243〜1367番地、1756〜1789番地 1792〜1812番地、2581〜4054番地 | 日の出町立平井小学校 | 日の出町立平井中学校 |
| 201〜225番地、227〜242番地 1368〜1755番地、1790〜1791番地 1813〜2580番地         | 日の出町立本宿小学校 | 日の出町立平井中学校 |

## 交通

### 道路
- 首都圏中央連絡自動車道（圏央道）
  - 日の出インターチェンジ
- 東京都道184号奥多摩あきる野線
- 東京都道185号山田平井線

## 事業所
2021年（令和3年）現在の経済センサス調査による事業所数と従業員数は以下の通りである。
- 事業所数 : 502事業所
- 従業員数 : 7,498人

### 事業者数の変遷
経済センサスによる事業所数の推移。
| 年                 | 事業者数 |
| ------------------ | -------- |
| 2016年（平成28年） | 493      |
| 2021年（令和3年）  | 502      |

### 従業員数の変遷
経済センサスによる従業員数の推移。
| 年                 | 従業員数 |
| ------------------ | -------- |
| 2016年（平成28年） | 6,961    |
| 2021年（令和3年）  | 7,498    |

## 施設
- 日の出町役場
- イオンモール日の出
- 亜細亜大学 日の出キャンパス
- 日の出町立平井小学校
- 日の出町立本宿小学校
- 日の出町立平井中学校

## その他

### 日本郵便
- 郵便番号 : 190-0182[3]（集配局 : あきる野郵便局[14]）。